# 24 uur van Daytona 1992
De 24 uur van Daytona 1992 was de 30e editie van deze endurancerace. De race werd verreden op 1 en 2 februari 1992 op de Daytona International Speedway nabij Daytona Beach, Florida.
De race werd gewonnen door de Nissan Motorsport International #23 van Masahiro Hasemi, Kazuyoshi Hoshino en Toshio Suzuki, die allemaal hun eerste Daytona-zege behaalden. De GTP-klasse werd gewonnen door de Jaguar Racing #2 van Davy Jones, Scott Pruett, David Brabham en Scott Goodyear. De Lights-klasse werd gewonnen door de Comptech Racing #49 van Parker Johnstone, Steve Cameron, Jimmy Vasser en Dan Marvin. De GTU-klasse werd gewonnen door de Dick Greer Racing #82 van Al Bacon, Dick Greer, Mike Mees en Peter Uria. De GTS-klasse werd gewonnen door de Roush Racing #15 van Dorsey Schroeder, Wally Dallenbach jr. en Robby Gordon.

## Race
Winnaars in hun klasse zijn vetgedrukt.
| Pos. | Klasse | No. | Team                            | Coureurs                                                                                            | Chassis                        | Banden | Ronden |
| Pos. | Klasse | No. | Team                            | Coureurs                                                                                            | Motor                          | Banden | Ronden |
| ---- | ------ | --- | ------------------------------- | --------------------------------------------------------------------------------------------------- | ------------------------------ | ------ | ------ |
| 1    | LM     | 23  | Nissan Motorsport International | Masahiro Hasemi Kazuyoshi Hoshino Toshio Suzuki                                                     | Nissan R91CP                   | G      | 762    |
| 1    | LM     | 23  | Nissan Motorsport International | Masahiro Hasemi Kazuyoshi Hoshino Toshio Suzuki                                                     | Nissan 3.5L V8 Turbo           | G      | 762    |
| 2    | GTP    | 2   | Jaguar Racing                   | Davy Jones Scott Pruett David Brabham Scott Goodyear                                                | Jaguar XJR-12                  | G      | 753    |
| 2    | GTP    | 2   | Jaguar Racing                   | Davy Jones Scott Pruett David Brabham Scott Goodyear                                                | Jaguar 6.5L V12                | G      | 753    |
| 3    | GTP    | 52  | Team 0123                       | Roland Ratzenberger Hurley Haywood Eje Elgh Scott Brayton                                           | Porsche 962                    | G      | 749    |
| 3    | GTP    | 52  | Team 0123                       | Roland Ratzenberger Hurley Haywood Eje Elgh Scott Brayton                                           | Porsche 3.0L Flat 6 Twin-Turbo | G      | 749    |
| 4    | GTP    | 98  | All American Racers             | P.J. Jones Rocky Moran Mark Dismore                                                                 | Eagle MkIII                    | G      | 739    |
| 4    | GTP    | 98  | All American Racers             | P.J. Jones Rocky Moran Mark Dismore                                                                 | Toyota 2.1L I4 Twin-Turbo      | G      | 739    |
| 5    | Lights | 49  | Comptech Racing                 | Parker Johnstone Steve Cameron Jimmy Vasser Dan Marvin                                              | Spice SE91P                    | BF     | 681    |
| 5    | Lights | 49  | Comptech Racing                 | Parker Johnstone Steve Cameron Jimmy Vasser Dan Marvin                                              | Acura 3.0L V6                  | BF     | 681    |
| 6    | Lights | 44  | Scandia Engineering             | Fermín Vélez Andy Evans Lon Bender Dominic Dobson                                                   | Kudzu DG-1                     | G      | 654    |
| 6    | Lights | 44  | Scandia Engineering             | Fermín Vélez Andy Evans Lon Bender Dominic Dobson                                                   | Buick 3.4L V6                  | G      | 654    |
| 7    | GTU    | 82  | Dick Greer Racing               | Al Bacon Dick Greer Mike Mees Peter Uria                                                            | Mazda RX-7                     | G      | 636    |
| 7    | GTU    | 82  | Dick Greer Racing               | Al Bacon Dick Greer Mike Mees Peter Uria                                                            | Mazda 1.3L 2 Rotor             | G      | 636    |
| 8    | LM     | 27  | Nova Engineering                | Mauro Martini Volker Weidler Jeff Krosnoff                                                          | Nissan R91CK                   | B      | 635    |
| 8    | LM     | 27  | Nova Engineering                | Mauro Martini Volker Weidler Jeff Krosnoff                                                          | Nissan 3.5L V8 Twin-Turbo      | B      | 635    |
| DNF  | GTS    | 15  | Roush Racing                    | Dorsey Schroeder Wally Dallenbach jr. Robby Gordon                                                  | Ford Mustang                   | G      | 614    |
| DNF  | GTS    | 15  | Roush Racing                    | Dorsey Schroeder Wally Dallenbach jr. Robby Gordon                                                  | Ford 6.0L V8                   | G      | 614    |
| 10   | GTS    | 51  | Rocketsports Racing             | Jeff Kline George Robinson Darin Brassfield Paul Gentilozzi                                         | Oldsmobile Cutlass             | BF     | 590    |
| 10   | GTS    | 51  | Rocketsports Racing             | Jeff Kline George Robinson Darin Brassfield Paul Gentilozzi                                         | Oldsmobile 6.0L V8             | BF     | 590    |
| 11   | GTP    | 99  | All American Racers             | Juan Manuel Fangio II Andy Wallace Kenny Acheson                                                    | Eagle MkIII                    | G      | 584    |
| 11   | GTP    | 99  | All American Racers             | Juan Manuel Fangio II Andy Wallace Kenny Acheson                                                    | Toyota 2.1L I4 Twin-Turbo      | G      | 584    |
| 12   | GTU    | 24  | Alberti Motorsports Team Peru   | Juan Dibos Eduardo Dibós Chappuis Raúl Orlandini                                                    | Mazda MX-6                     | G      | 573    |
| 12   | GTU    | 24  | Alberti Motorsports Team Peru   | Juan Dibos Eduardo Dibós Chappuis Raúl Orlandini                                                    | Mazda 1.3L 2 Rotor             | G      | 573    |
| 13   | GTU    | 95  | Leitzinger Racing               | Chuck Kurtz Bob Leitzinger David Loring                                                             | Nissan 240SX                   | T      | 566    |
| 13   | GTU    | 95  | Leitzinger Racing               | Chuck Kurtz Bob Leitzinger David Loring                                                             | Nissan 3.0L V6                 | T      | 566    |
| 14   | GTS    | 11  | Roush Racing                    | Mark Martin Jim Stevens Robbie Buhl Calvin Fish                                                     | Ford Mustang                   | G      | 539    |
| 14   | GTS    | 11  | Roush Racing                    | Mark Martin Jim Stevens Robbie Buhl Calvin Fish                                                     | Ford 6.0L V8                   | G      | 539    |
| 15   | GTU    | 96  | Leitzinger Racing               | Don Knowles David Loring Chuck Kurtz Dan Robson                                                     | Nissan 240SX                   | T      | 538    |
| 15   | GTU    | 96  | Leitzinger Racing               | Don Knowles David Loring Chuck Kurtz Dan Robson                                                     | Nissan 3.0L V6                 | T      | 538    |
| 16   | GTS    | 75  | Cunningham Racing               | John Morton Jeremy Dale Johnny O'Connell                                                            | Nissan 300ZX Turbo             | Y      | 531    |
| 16   | GTS    | 75  | Cunningham Racing               | John Morton Jeremy Dale Johnny O'Connell                                                            | Nissan 3.0L V6 Twin-Turbo      | Y      | 531    |
| 17   | GTS    | 50  | Overbagh Racing                 | Oma Kimbrough Mark Montgomery Robert McElheny Gary Swanander Jon Lewis Raan Rodriguez Hoyt Overbagh | Chevrolet Camaro               | G      | 529    |
| 17   | GTS    | 50  | Overbagh Racing                 | Oma Kimbrough Mark Montgomery Robert McElheny Gary Swanander Jon Lewis Raan Rodriguez Hoyt Overbagh | Chevrolet 6.1L V8              | G      | 529    |
| 18   | GTU    | 26  | Alex Job Racing                 | Joe Pezza Alex Padilla John Sheldon Jack Refenning                                                  | Porsche 911                    | G      | 506    |
| 18   | GTU    | 26  | Alex Job Racing                 | Joe Pezza Alex Padilla John Sheldon Jack Refenning                                                  | Porsche 3.2L Flat 6            | G      | 506    |
| DNF  | GTP    | 30  | Joest Racing                    | Hans-Joachim Stuck Frank Jelinski Gianpiero Moretti Henri Pescarolo                                 | Porsche 962                    | Y      | 503    |
| DNF  | GTP    | 30  | Joest Racing                    | Hans-Joachim Stuck Frank Jelinski Gianpiero Moretti Henri Pescarolo                                 | Porsche 3.0L Flat 6 Twin-Turbo | Y      | 503    |
| 20   | GTU    | 0   | Full Time Racing                | John Fergus Bobby Akin Neil Hanneman                                                                | Dodge Daytona                  | Y      | 471    |
| 20   | GTU    | 0   | Full Time Racing                | John Fergus Bobby Akin Neil Hanneman                                                                | Dodge 2.4L I4                  | Y      | 471    |
| DNF  | GTU    | 37  | Botero Racing Team              | Rob Wilson Lucio Bernal Felipe Solano Miguel Morejon                                                | Mazda MX-6                     | Y      | 465    |
| DNF  | GTU    | 37  | Botero Racing Team              | Rob Wilson Lucio Bernal Felipe Solano Miguel Morejon                                                | Mazda 1.3L 2 Rotor             | Y      | 465    |
| DNF  | GTS    | 21  | Kent Painter                    | Robert Kahn John Annis John Macaluso Robert Borders                                                 | Chevrolet Camaro               | H      | 465    |
| DNF  | GTS    | 21  | Kent Painter                    | Robert Kahn John Annis John Macaluso Robert Borders                                                 | Chevrolet 5.5L V8              | H      | 465    |
| 23   | GTU    | 72  | Kjoller Motorsport              | Steve Volk Robin Boone Jay Kjoller                                                                  | Porsche 911                    | G      | 432    |
| 23   | GTU    | 72  | Kjoller Motorsport              | Steve Volk Robin Boone Jay Kjoller                                                                  | Porsche 3.2L Flat 6            | G      | 432    |
| DNF  | Lights | 36  | Downing/Atlanta Racing          | Howard Katz John Grooms Jim Downing Frank Jellinek                                                  | Kudzu DG-1                     | G      | 426    |
| DNF  | Lights | 36  | Downing/Atlanta Racing          | Howard Katz John Grooms Jim Downing Frank Jellinek                                                  | Mazda 1.3L 2 Rotor             | G      | 426    |
| 25   | GTS    | 67  | Mazkar Racing                   | Steve Burgner Paul Mazzacane Henry Brosnaham Bobby Scolo                                            | Chevrolet Camaro               | G      | 389    |
| 25   | GTS    | 67  | Mazkar Racing                   | Steve Burgner Paul Mazzacane Henry Brosnaham Bobby Scolo                                            | Chevrolet 5.5L V8              | G      | 389    |
| DNF  | LM     | 13  | Courage Competition             | Pascal Fabre Lionel Robert Bob Wollek                                                               | Courage C82S                   | G      | 387    |
| DNF  | LM     | 13  | Courage Competition             | Pascal Fabre Lionel Robert Bob Wollek                                                               | Porsche 3.0L Flat 6 Twin-Turbo | G      | 387    |
| DNF  | Lights | 33  | Bieri Racing                    | Uli Bieri Heinz Wirth Vito Scavone Andrew Hepworth                                                  | Tiga GT287                     | G      | 349    |
| DNF  | Lights | 33  | Bieri Racing                    | Uli Bieri Heinz Wirth Vito Scavone Andrew Hepworth                                                  | Ferrari 3.0L V8                | G      | 349    |
| 28   | GTU    | 57  | Kryderacing                     | Frank Del Vecchio Joe Danaher Mark Kent Bill Sargis Reed Kryder                                     | Nissan 240SX                   | G      | 345    |
| 28   | GTU    | 57  | Kryderacing                     | Frank Del Vecchio Joe Danaher Mark Kent Bill Sargis Reed Kryder                                     | Nissan 3.0L V6                 | G      | 345    |
| DNF  | GTP    | 7   | Joest Racing                    | Bernd Schneider Massimo Sigala Oscar Larrauri Louis Krages                                          | Porsche 962                    | G      | 327    |
| DNF  | GTP    | 7   | Joest Racing                    | Bernd Schneider Massimo Sigala Oscar Larrauri Louis Krages                                          | Porsche 3.0L Flat 6 Twin-Turbo | G      | 327    |
| 30   | GTU    | 58  | Maria Shalala                   | Tim McAdam Charles Monk Sam Shalala Andre Toennis Dan Pastorini                                     | Porsche 911                    | G      | 313    |
| 30   | GTU    | 58  | Maria Shalala                   | Tim McAdam Charles Monk Sam Shalala Andre Toennis Dan Pastorini                                     | Porsche 3.2L Flat 6            | G      | 313    |
| DNF  | GTS    | 41  | Rocketsports Racing             | Jack Baldwin Irv Hoerr Paul Gentilozzi                                                              | Oldsmobile Cutlass             | BF     | 312    |
| DNF  | GTS    | 41  | Rocketsports Racing             | Jack Baldwin Irv Hoerr Paul Gentilozzi                                                              | Oldsmobile 6.5L V8             | BF     | 312    |
| DNF  | GTS    | 25  | Dale Kreider                    | Bill Adams John Duke Jon Gooding Dale Kreider                                                       | Oldsmobile Cutlass             | G      | 289    |
| DNF  | GTS    | 25  | Dale Kreider                    | Bill Adams John Duke Jon Gooding Dale Kreider                                                       | Oldsmobile 6.0L V8             | G      | 289    |
| DNF  | Lights | 6   | MAB Racing                      | Ronald Zitza Rob Robertson Mel Butt Tommy Johnson                                                   | Tiga GT287                     | G      | 279    |
| DNF  | Lights | 6   | MAB Racing                      | Ronald Zitza Rob Robertson Mel Butt Tommy Johnson                                                   | Buick 3.0L V6                  | G      | 279    |
| DNF  | GTP    | 83T | Nissan Performance Technology   | Geoff Brabham Chip Robinson Arie Luyendyk Bob Earl                                                  | Nissan R90CK                   | G      | 272    |
| DNF  | GTP    | 83T | Nissan Performance Technology   | Geoff Brabham Chip Robinson Arie Luyendyk Bob Earl                                                  | Nissan 3.0L V8 Turbo           | G      | 272    |
| DNF  | GTP    | 12  | Courage Competition             | François Migault David Tennyson Tomas Lopez                                                         | Courage C28S                   | G      | 220    |
| DNF  | GTP    | 12  | Courage Competition             | François Migault David Tennyson Tomas Lopez                                                         | Porsche 3.0L Flat 6 Twin-Turbo | G      | 220    |
| DNF  | GTU    | 05  | Support Net Racing              | Henry Camferdam Phil Krueger Gary Drummond                                                          | Mazda MX-6                     | G      | 214    |
| DNF  | GTU    | 05  | Support Net Racing              | Henry Camferdam Phil Krueger Gary Drummond                                                          | Mazda 1.3L 2 Rotor             | G      | 214    |
| DNF  | GTP    | 4   | Tom Milner Racing               | Wayne Taylor Jeff Purner Hugh Fuller Hideshi Matsuda                                                | Spice SE89P                    | G      | 213    |
| DNF  | GTP    | 4   | Tom Milner Racing               | Wayne Taylor Jeff Purner Hugh Fuller Hideshi Matsuda                                                | Chevrolet 6.3L V8              | G      | 213    |
| 38   | GTS    | 35  | Bill McDill                     | Richard McDill Chris Schneider Bill McDill Tom Juckette                                             | Chevrolet Camaro               | Y      | 204    |
| 38   | GTS    | 35  | Bill McDill                     | Richard McDill Chris Schneider Bill McDill Tom Juckette                                             | Chevrolet 6.1L V8              | Y      | 204    |
| DNF  | GTU    | 69  | North Coast Racing              | Brad Hoyt Andy Pilgrim John Petrick Don Wallace                                                     | Mazda RX-7                     | G      | 195    |
| DNF  | GTU    | 69  | North Coast Racing              | Brad Hoyt Andy Pilgrim John Petrick Don Wallace                                                     | Mazda 1.3L 2 Rotor             | G      | 195    |
| DNF  | Lights | 48  | Comptech Racing                 | Kazuo Shimizu Ruggero Melgrati Bob Lesnett Costas Los Steve Cameron Doug Peterson                   | Spice SE90P                    | BF     | 168    |
| DNF  | Lights | 48  | Comptech Racing                 | Kazuo Shimizu Ruggero Melgrati Bob Lesnett Costas Los Steve Cameron Doug Peterson                   | Acura 3.0L V6                  | BF     | 168    |
| DNF  | GTP    | 84  | Nissan Performance Technology   | Derek Daly Steve Millen Gary Brabham                                                                | Nissan R90CK                   | G      | 150    |
| DNF  | GTP    | 84  | Nissan Performance Technology   | Derek Daly Steve Millen Gary Brabham                                                                | Nissan 3.0L V8 Turbo           | G      | 150    |
| DNF  | GTS    | 76  | Cunningham Racing               | Johnny O'Connell John Morton Jeremy Dale                                                            | Nissan 300ZX Turbo             | Y      | 144    |
| DNF  | GTS    | 76  | Cunningham Racing               | Johnny O'Connell John Morton Jeremy Dale                                                            | Nissan 3.0L V6 Twin-Turbo      | Y      | 144    |
| DNF  | Lights | 9   | Essex Racing Service            | Charles Morgan Jim Pace Ken Knott                                                                   | Kudzu DG-1                     | G      | 129    |
| DNF  | Lights | 9   | Essex Racing Service            | Charles Morgan Jim Pace Ken Knott                                                                   | Buick 3.0L V6                  | G      | 129    |
| DNF  | Lights | 17  | Carlos Bobeda Racing            | Kaming Ko Ken Parschauer Carlos Bobeda                                                              | Spice SE90P                    | G      | 125    |
| DNF  | Lights | 17  | Carlos Bobeda Racing            | Kaming Ko Ken Parschauer Carlos Bobeda                                                              | Buick 3.4L V6                  | G      | 125    |
| DNF  | GTU    | 73  | Jack Lewis Enterprises Ltd.     | Jack Lewis Bill Ferran Taylor Robertson                                                             | Porsche 911 Carrera RSR        | H      | 115    |
| DNF  | GTU    | 73  | Jack Lewis Enterprises Ltd.     | Jack Lewis Bill Ferran Taylor Robertson                                                             | Porsche 3.2L Flat 6            | H      | 115    |
| DNF  | GTU    | 55  | Bob Schader                     | Bob Schader Phil Mahre Steve Mahre John Finger                                                      | Mazda MX-6                     | Y      | 94     |
| DNF  | GTU    | 55  | Bob Schader                     | Bob Schader Phil Mahre Steve Mahre John Finger                                                      | Mazda 1.3L 2 Rotor             | Y      | 94     |
| DNF  | GTU    | 71  | Oldsmobile Motorsports          | Amos Johnson Scott Hoerr Dennis Shaw                                                                | Oldsmobile Achieva             | BF     | 89     |
| DNF  | GTU    | 71  | Oldsmobile Motorsports          | Amos Johnson Scott Hoerr Dennis Shaw                                                                | Oldsmobile 2.3L I4             | BF     | 89     |
| DNF  | Lights | 40  | Bieri Racing                    | Johnny Unser John Graham Andrew Hepworth Uli Bieri                                                  | Alba AR20                      | G      | 47     |
| DNF  | Lights | 40  | Bieri Racing                    | Johnny Unser John Graham Andrew Hepworth Uli Bieri                                                  | Ford 3.0L V6                   | G      | 47     |
| DNF  | GTS    | 22  | J&B Motorsports                 | Luis Sereix Daniel Urrutia Jorge Polanco                                                            | Chevrolet Camaro               | G      | 32     |
| DNF  | GTS    | 22  | J&B Motorsports                 | Luis Sereix Daniel Urrutia Jorge Polanco                                                            | Chevrolet 5.7L V8              | G      | 32     |
| DNS  | GTP    | 3   | Jaguar Racing                   | Davy Jones Scott Goodyear David Brabham Scott Pruett                                                | Jaguar XJR-16                  | G      | 0      |
| DNS  | GTP    | 3   | Jaguar Racing                   | Davy Jones Scott Goodyear David Brabham Scott Pruett                                                | Jaguar 3.0L V6 Twin-Turbo      | G      | 0      |
| DNS  | GTP    | 83  |                                 | Geoff Brabham Chip Robinson Arie Luyendyk                                                           | Nissan R90CK                   | G      | 0      |
| DNS  | GTP    | 83  | Nissan 3.0L V8 Turbo            | Geoff Brabham Chip Robinson Arie Luyendyk                                                           |                                | G      | 0      |

1962 · 1963 · 1964 · 1965 · 1966 · 1967 · 1968 · 1969 · 1970 · 1971 · 1972 · 1973 · 1974 · 1975 · 1976 · 1977 · 1978 · 1979 · 1980 · 1981 · 1982 · 1983 · 1984 · 1985 · 1986 · 1987 · 1988 · 1989 · 1990 · 1991 · 1992 · 1993 · 1994 · 1995 · 1996 · 1997 · 1998 · 1999 · 2000 · 2001 · 2002 · 2003 · 2004 · 2005 · 2006 · 2007 · 2008 · 2009 · 2010 · 2011 · 2012 · 2013 · 2014 · 2015 · 2016 · 2017 · 2018 · 2019 · 2020 · 2021 · 2022 · 2023 · 2024 · 2025